# Minérotrophie

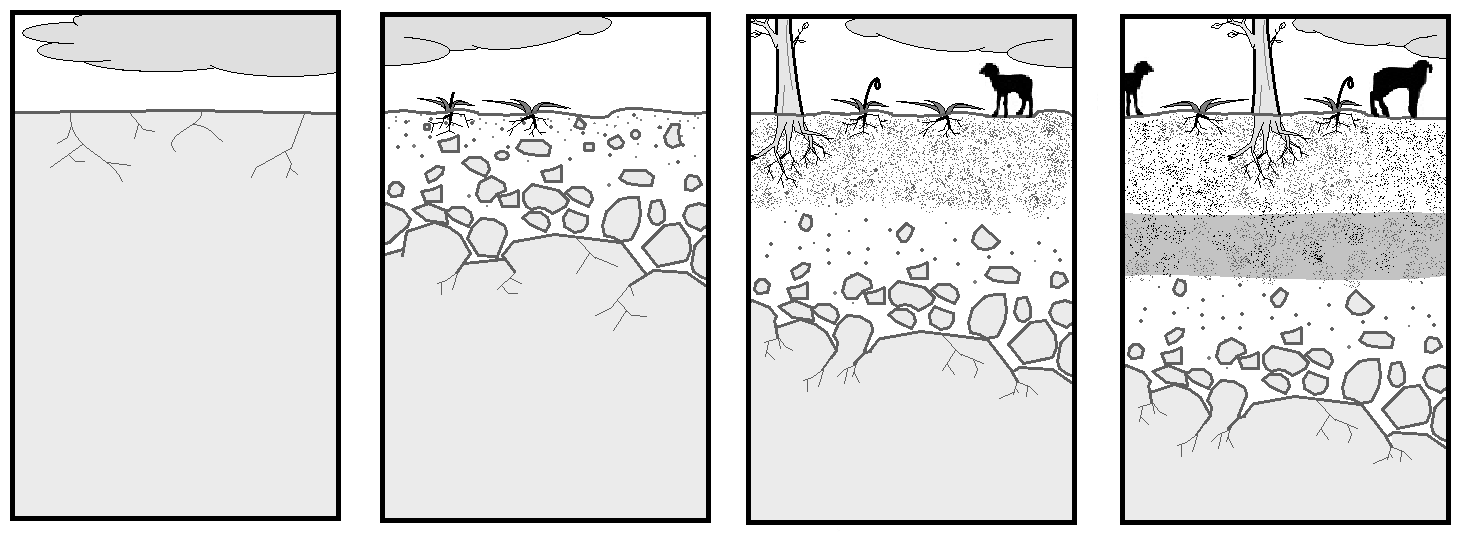
L'altération de la roche-mère conduit à la formation d'un sol (pédogénèse) qui fournit des éléments minéraux pour les phytotrophes et zootrophes.

La minérotrophie est un niveau trophique qui fait intervenir différents processus de météorisation et de pédogenèse qui rendent disponibles différentes ressources (air, eau, sol) et éléments minéraux pour les niveaux trophiques suivant, la phytotrophie (végétaux qui utilisent les minéraux pour la photosynthèse) et la zootrophie (animaux qui se nourrissent de végétaux — phytophagie — ou d'autres animaux — carnivorie ou prédation — stricto sensu).
En biogéographie, la minérotrophie ou géotrophie désigne l'alimentation de milieux 'minérotrophes en eau par des apports qui proviennent principalement des eaux de ruissellement et des remontées de nappe phréatique. Pour les sols et la végétation, ces approvisionnement sont les ruisseaux ou des sources. Cette eau a traversé des roches ou d’autres minéraux, acquérant souvent des produits chimiques dissous qui augmentent les niveaux de nutriments et réduisent l’acidité. Si ces produits chimiques incluent des bases chimiques telles que des ions calcium ou magnésium, l'eau est dite richement basique ou neutre ou alcaline.
Contrairement aux environnements minérotrophes, les environnements ombrotrophes tirent leur eau principalement des précipitations, ils sont donc très pauvres en éléments nutritifs et plus acides.